# Koreai Munkapárt
A Koreai Munkapárt (hangul: 조선로동당, Csoszon Rodongdang, handzsa: 朝鮮勞動黨, RR: Joseon Rodongdang) észak-koreai politikai párt. Megalapítása óta Észak-Korea legnagyobb pártja, és mindössze három vezetője volt; Kim Ir Szen (Kim Il-sung) (1949–1994), valamint fia, Kim Dzsongil (Kim Jong-il) (1997–2011) és az ő fia Kim Dzsongun (Kim Jong-un) (2011–). Bár a pártot az országon kívül sztálinistának és kommunistának tekintik, a párt a dzsucse (juche) filozófiáját követi, ami a szocializmus észak-koreai változatának tekinthető.

## Története
Az 1946. augusztus 28. és 30. között tartott kongresszuson a Kim Ir Szen (Kim Il-sung) által vezetett Le az Imperializmussal! Szövetség egyesült a Koreai Kommunista Párt északi ágával és a Koreai Új Néppárttal. Az új, egységes pártnak az „Észak-koreai Munkapárt” nevet adták. A pártegyesülési kongresszusok hasonlóak voltak a Rákosi-féle Magyar Dolgozók Pártja megalakulási kongresszusához, ahol igyekezték mindig Sztálin számára legmegfelelőbb embereket magas pozícióba juttatni.
Ugyanakkor a korábbi tervekkel ellentétben a párt elnökéül az Új Néppárt elnökét, Kim Dubong (Kim Tu-bong)ot választották. Alelnöknek lett kinevezve Kim Ir Szen (Kim Il-sung), Csu Jongha (Chu Yong-ha) és Ho Gai (Ho Ka-i) (eredeti nevén Alekszej Ivanovics Hegaj).
1948. szeptemberében kikiáltották a Koreai Népi Demokratikus Köztársaságot, Phenjan fővárossal. Eredetileg Szöult akarták fővárosnak, de mivel egy hónappal korábban már ott megalakult a nyugatbarát Koreai Köztársaság, a Koreai-félsziget északi felét tudták csak megszerezni a kommunisták. Észak-Korea miniszterelnöke Kim Ir Szen (Kim Il-sung), elnöke Kim Dubong (Kim Tu-bong) lett.
1949. június 30-án a korábban Északra szökött déli kommunistákkal egyesülve (akik a Dél-koreai Munkapártba tömörültek) megalakult a Koreai Munkapárt, amelynek szintén Kim Ir Szen (Kim Il-sung) lett az elnöke.
Észak-Korea államfője egészen 1957-ig Kim Dubong (Kim Tu-bong) volt. Ekkor távolították el hivatalából, helyére Coj Jen Gen (Choe Yong-gon) került.
1972. december 14-én Coj Jen Gen (Choe Yong-gon) romló egészségi állapotára hivatkozva lemondott, december 28-án Kim Ir Szen (Kim Il-sung) vette át a helyét, így egyidejűleg az ország kormányfőjévé és államfőjévé is vált.
1994. július 8-án elhunyt Kim Ir Szen (Kim Il-sung), de a Koreai Munkapártnak több, mint 3 évig nem volt vezetője, hiszen Kim Dzsongil (Kim Jong-il) apja halálakor csupán az ország vezetését vette át. Végül 1997. október 8-án választották meg a Koreai Munkapárt elnökévé.

## Kongresszusai
- 1. pártkongresszus (Észak-Korea Munkapártjaként): 1946. augusztus 28–30.
- 2. pártkongresszus (Észak-Korea Munkapártjaként): 1948. március 27–30.
- 3. pártkongresszus: 1956. április 23–29.
- 4. pártkongresszus: 1961. szeptember 11–18.
- 5. pártkongresszus: 1970. november 2–13.
- 6. pártkongresszus: 1980. október 10–14.
- 7. pártkongresszus: 2016. május 6–9.

## Vezetői
| Sorszám | Név                        | Titulus                   | Hivatali idő                              |
| ------- | -------------------------- | ------------------------- | ----------------------------------------- |
| 1       | Kim Ir Szen (Kim Il-sung)  | Központi Bizottság elnöke | 1949. június 30. – 1956. április 23.      |
| 2       | Kim Ir Szen (Kim Il-sung)  | Központi Bizottság elnöke | 1956. április 23. – 1961. szeptember 11.  |
| 3       | Kim Ir Szen (Kim Il-sung)  | Központi Bizottság elnöke | 1961. szeptember 11. – 1966. október 5.   |
| 4       | Kim Ir Szen (Kim Il-sung)  | főtitkár                  | 1966. október 5. – 1970. november 2.      |
| 5       | Kim Ir Szen (Kim Il-sung)  | főtitkár                  | 1970. november 2. – 1980. október 10.     |
| 6       | Kim Ir Szen (Kim Il-sung)  | főtitkár                  | 1980. október 10. – 1994. július 8.       |
| 7       | Kim Dzsongil (Kim Jong-il) | főtitkár                  | 1997. július 8. – 2010. szeptember 28.    |
| 8       | Kim Dzsongil (Kim Jong-il) | főtitkár                  | 2010. szeptember 28. – 2011. december 17. |
| 9       | Kim Dzsongun (Kim Jong-un) | első titkár               | 2012. április 11. – 2016. május 9.        |
| 10      | Kim Dzsongun (Kim Jong-un) | elnök                     | 2016. május 9. –                          |

## YouTube hivatkozások
- A párt indulója: 백전백승 조선로동당 만세! - Pekcsonpekszung Csoszon Rodongdang Mansze! - „Éljen a verhetetlen Koreai Munkapárt!”